# Lei'D Tapa
Seini Tonga (née le 27 novembre 1982 à Wiesbaden, Hesse en Allemagne) est une catcheuse et combattante d'arts martiaux mixtes américaine d'origine tongienne plus connue sous le nom de Lei'D Tapa (\ˈleɪ.di.ta.pa\). Elle est connue pour son travail à la Total Nonstop Action Wrestling ainsi qu'à l'Ohio Valley Wrestling.

## Jeunesse
Tonga étudie à l'université d'État du Missouri où elle joue dans l'équipe de volley-ball en première division du championnat universitaire. Après ses études, elle rejoint les Queens de Caroline (en) en Independent Women's Football League (en), une équipe féminine de football américain où elle occupe les postes de tight end et middle linebacker.

## Carrière

### Début de carrière
Tonga s'entraine auprès de son oncle, Sione Vailahi, catcheur à la World Wrestling Federation et à la World Championship Wrestling connu sous le nom de The Barbarian. 
Elle remporte son premier match le 21 octobre 2011 à la Premiere Wrestling Xperience, une fédération de Caroline du Nord, face à Amber O'Neal. Le 23 septembre 2012, elle devient championne du monde féminine de l'Allied Independent Wrestling Federations après sa victoire sur Mia Svensson, cette dernière récupère ce titre le 19 janvier 2013,.

### Ohio Valley Wrestling (2013-2014)
Elle rejoint l'Ohio Valley Wrestling (OVW), qui est alors le club-école de la Total Nonstop Action Wrestling, au printemps 2013 pour parfaire sa formation. Le 15 juin, elle fait ses débuts télévisés dans cette fédération où elle bat Jessie Belle (en). Le 3 août, elle participe à une bataille royale où les participantes arrivent les unes après les autres pour désigner la challenger pour le championnat féminin de l'OVW que Tapa domine en éliminant six adversaires avant de se faire sortir en dernière par Heidi Lovelace.

## Carrière en arts martiaux mixte
Le 9 novembre 2015 au cours de Bellator 145, les dirigeants annoncent que Tapa va affronter la brésilienne Gabi Garcia (en) à la Rizin Fighting Federation le 31 décembre. Pour son premier combat, Tapa perd par K.O. après deux minutes d'un combat que les journalistes et les fans d'arts martiaux mixtes via Twitter jugent plutôt médiocre.

## Carrière de boxeuse
Le 8 novembre 2017, la société Pretty Girl Promotions annonce dans un communiqué de presse que Seini Draughn va participer à son premier combat de boxe professionnelle neuf jours plus tard dans la catégorie des poids lourd.

## Vie privée
Seini Tonga est mariée au manager de catch Royal Red.

## Palmarès

### En arts martiaux mixtes
| 2 combats      | 0 victoires | 2 défaites |
| Par KO         | 0           | 1          |
| Par soumission | 0           | 0          |
| Sur décision   | 0           | 1          |

| Résultat | Record | Adversaire       | Méthode                         | Événement                                                                 | Date             | Round | Temps | Lieu           | Notes |
| -------- | ------ | ---------------- | ------------------------------- | ------------------------------------------------------------------------- | ---------------- | ----- | ----- | -------------- | ----- |
| Défaite  | 0-2    | Reina Miura (en) | Décision unanime                | Rizin Fighting World Grand Prix 2017 - Bantamweight Tournament: 1st Round | 30 juillet 2017  | 3     | 5:00  | Saitama, Japon |       |
| Défaite  | 0-1    | Gabi Garcia (en) | K.O. Technique (coups de poing) | Rizin FF: Iza no Mai                                                      | 31 décembre 2015 | 1     | 2:36  | Saitama, Japon |       |

### En boxe anglaise
| Décision possible : KO • TKO (KO technique) • UD (décision aux points unanime) • MD (décision aux points majoritaire) • SD (décision aux points partagée) • D (match nul) • NC (sans décision) • RTD (abandon) |        |                 |      |       |                  |                                                         |       |
| Résultat | Record | Adversaire      | Type | Round | Date             | Lieu                                                    | Notes |
| Victoire | 4-0-1  | Monika Harrison | MD   |       | 22 mai 2021      | Greenville Marriott, Greenville, Caroline du Sud        |       |
| Victoire | 3-0-1  | Porsha Hines    | TKO  |       | 26 mars 2021     | Northside Recreation Center, Rock Hill, Caroline du Sud |       |
| Match nul | 2-0-1  | Monika Harrison | MD   |       | 17 novembre 2018 | Extravaganza, Charlotte, Caroline du Nord               |       |
| Victoire | 2-0    | Yazmine Curtis  | TKO  |       | 12 mai 2018      | Grady Cole Center, Charlotte, Caroline du Nord          |       |
| Victoire | 1-0    | Angela Knight   | KO   |       | 17 novembre 2017 | Grady Cole Center, Charlotte, Caroline du Nord          |       |

### En catch
- Allied Independent Wrestling Federations (AIWF)
  - 1 fois championne du monde féminine de l'AIWF

- Ohio Valley Wrestling
  - OVW Women's Championship (3 fois)